# Ассамблея народа Казахстана
Ассамблея народа Казахстана (каз. Қазақстан халқы ассамблеясы) — учреждение без образования юридического лица, образуемое Президентом Республики Казахстан, способствующее разработке и реализации государственной политики по обеспечению общественного согласия и общенационального единства. «Ассамблея народов Казахстана» (первоначальное название) создана по инициативе первого президента Казахстана Нурсултана Назарбаева 1 марта 1995 года, переименована в 2007 году. С 2016 года этот день отмечается как праздник — День благодарности.

## История
Впервые идея создания такой организации была высказана президентом Казахстана Нурсултаном Назарбаевым в 1992 году на первом Форуме народов Казахстана, посвящённом первой годовщине независимости. 1 марта 1995 года указом президента Назарбаева № 2066 была образована Ассамблея народов Казахстана как консультативно-совещательный орган при президенте. На I сессии Ассамблеи Народа Казахстана 24 марта 1995 года в выступлении первого президента Казахстана Назарбаева было обозначено направление работы по формированию казахстанской модели межэтнического согласия: «Поиск точек соприкосновения, расширения зон согласия и доверия между народами. Без политики согласия и разумной национальной стратегии мы не сможем решать никаких задач».
Конституционная реформа 2007 года наделила Ассамблею конституционным статусом, АНК получила право делегировать своих представителей в Мажилис Парламента Казахстана согласно установленной квоте.
В 2008 году был принят Закон Республики Казахстан «Об Ассамблее народа Казахстана», который определил нормативные правовые основы ее деятельности в сфере межэтнических отношений. В 2011 году указом президента Нурсултана Назарбаева было утверждено Положение об Ассамблее, в котором были закреплены статус и полномочия Ассамблеи и её общественных структур. В 2018 году принят Закон Республики Казахстан «О внесении изменений и дополнений в Закон Республики Казахстан „Об Ассамблее народа Казахстана“», направленный на дальнейшее совершенствование её деятельности: была укреплена инфраструктура Ассамблеи, обеспечена её интеграция в систему гражданского общества и государственной власти.
В 2009 году по поручению президента Назарбаева был создан научно-экспертный совет Ассамблеи, во всех регионах на базе высших учебных заведений были созданы научно-экспертные группы. В 2011 году в Академии государственного управления при Президенте Республики Казахстан создали Центр по изучению межэтнических и межконфессиональных отношений в Центрально-Азиатском регионе, который стал рабочим органом научно-экспертного совета.
Ассамблея подписала меморандумы о сотрудничестве с Верховным комиссаром ОБСЕ по делам национальных меньшинств, Центром глобального диалога и сотрудничества, государственными и негосударственными структурами ряда стран. В 2014 году подписан меморандум о взаимопонимании между Ассамблеей и Секретариатом Совещания по взаимодействию и мерам доверия в Азии.
28 апреля 2021 года Нурсултан Назарбаев передал Касым-Жомарту Токаеву полномочия председателя Ассамблеи народа Казахстана, которую он возглавлял с 1995 года, указав на необходимость продолжения интеграции всех этносоциальных групп в общеказахстанский социум. Назарбаеву было присвоено звание почётного председателя ассамблеи.

## Цели и задачи
- равенство прав и свобод граждан республики, независимо от расы, национальности, языка, отношения к религии, принадлежности к социальным группам;
- всестороннее развитие национальных культур, языков и традиций народа Казахстана;
- расширение интеграционных связей с международными организациями;
- формирование казахстанской идентичности путём консолидации этносов Казахстана;
- формирование и распространение идей духовного единства, укрепление и сохранение дружбы народов и межнационального согласия.

Деятельность Ассамблеи направлена на решение следующих задач:
- содействие сохранению в республике межнационального и межконфессионального согласия, стабильности в обществе;
- выработка предложений по проведению государственной политики, способствующей развитию дружественных отношений между представителями национальностей, проживающими на территории Казахстана, содействие их духовно-культурному возрождению и развитию на основе соблюдения принципа равноправия;
- формирование политической культуры граждан, опирающейся на цивилизованные и демократические нормы;
- обеспечение учёта многообразных национальных интересов в проводимой государством национальной политике;
- поиск компромиссов для разрешения возникающих в обществе социальных противоречий.

## Организация

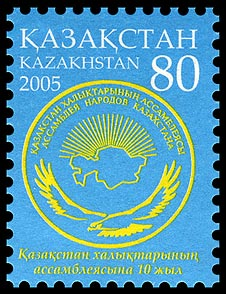
Почтовая марка, посвящённая 10-летию Ассамблеи

Председателем Ассамблеи народа Казахстана является президент Казахстана — Касым-Жомарт Токаев. Председатель Ассамблеи определяет и утверждает основные направления деятельности Ассамблеи. Он имеет двух заместителей, которые назначаются на основании рекомендаций Совета Ассамблеи актами Президента Республики Казахстан.
Сессии Ассамблей созываются Председателем Ассамблеи. Дата, место проведения и предполагаемая повестка дня сессии Ассамблеи объявляются за месяц до начала её работы. Сессия созывается не реже одного раза в год. Внеочередная сессия Ассамблеи созывается Председателем Ассамблеи по собственной инициативе или по просьбе не менее одной трети от общего числа членов Ассамблеи и проводится в месячный срок со дня принятия решения.
В настоящее время Ассамблея имеет в своем составе 400 членов.
Состав Ассамблеи формирует Председатель Ассамблеи из числа представителей национально-культурных и других общественных объединений, а также иных лиц с учётом их авторитета в обществе, общественно-политической активности.
В каждой области Казахстана существуют малые Ассамблеи народа Казахстана и являются межэтническими организациями, консультативно-совещательными органами при акимах (мэрах).
Кандидаты в члены Ассамблеи народа Казахстана выдвигаются решениями сессий малых ассамблей по предложениям национально-культурных центров, а от региональных и республиканских общественных объединений рекомендуются решениями их высших органов.
В стране действует более 100 национальных школ, функционирует 170 воскресных школ, где изучаются 23 родных языка. В трёх школах национального возрождения работают 29 отделений по изучению 12 родных языков. На финансовую поддержку этих школ Правительство страны выделяет ежегодно 11 млн тенге. Кроме того, им оказывается помощь и из местного бюджета.
Деятельность Ассамблеи способствует росту международного авторитета Республики Казахстан как страны эффективно решающей проблемы межнациональных отношений. Вклад Ассамблеи по достоинству оценён на самом высоком уровне. Генеральный секретарь ООН Кофи Аннан, совершивший визит в Казахстан, назвал его примером межнационального согласия, стабильного, устойчивого развития для других государств мира. Высоко отозвался о казахстанском народе и Римский Папа Иоанн Павел II, посетивший Казахстан.

## Квота в Парламент
Существует квота в 9 мест в Мажилис парламента Казахстана от АНК. Порядок проведения выборов депутатов Мажилиса от Ассамблеи народа Казахстана устанавливается статьёй Конституционного закона Республики «О выборах в Республике Казахстан». Так, выборы депутатов, избираемых Ассамблеей народа Казахстана, проводятся на сессии АНК, созываемой Президентом Республики в присутствии Председателя АНК и членов избирательной комиссии соответствующей территориальной единицы, на которой проводятся выборы.
Первые выборы депутатов от Ассамблеи народа Казахстана были проведены 20 августа 2007 года на очередной сессии (XIII). На открытии первой сессии IV созыва парламента Казахстана Нурсултан Назарбаев отметил историческую значимость этих выборов: «Впервые в нашей истории в Мажилис Парламента избраны депутаты от Ассамблеи народа Казахстана. Представляя интересы всего народа нашей многонациональной страны, депутаты от Ассамблеи будут играть особую роль в законотворческом процессе по сохранению и укреплению межэтнического мира и согласия в Казахстане».
Первым законопроектом, инициированным группой депутатов Ассамблеи народа Казахстана, стал Закон «Об Ассамблее народа Казахстана». При работе над проектом было учтено более 200 предложений, полученных от членов Совета Ассамблеи, областных ассамблей из регионов и республиканских этнокультурных объединений. Закон был подписан президентом страны 20 октября 2008 года.
| Этносы        | Мажилис | Мажилис | Мажилис | Мажилис | Сенат | Всего |
| Созывы →      | 4       | 5       | 6       | 7       | 8     | 4-8   |
| ------------- | ------- | ------- | ------- | ------- | ----- | ----- |
| Уйгуры        | 1       | 1       | 1       | 2       | 1     | 6     |
| Русские       | 1       | 1       | 1       | 1       | 1     | 5     |
| Казахи        | 1       | 1       | 1       | 1       |       | 4     |
| Корейцы       | 1       | 1       | 1       | 1       |       | 4     |
| Татары        |         | 1       |         | 1       | 1     | 3     |
| Немцы         | 1       | 1       |         |         | 1     | 3     |
| Узбеки        | 1       | 1       |         |         | 1     | 3     |
| Украинцы      | 1       | 1       | 1       |         |       | 3     |
| Чеченцы       |         | 1       | 1       |         |       | 2     |
| Армяне        |         |         | 1       | 1       |       | 2     |
| Дунганы       |         |         | 1       | 1       |       | 2     |
| Балкары       | 1       |         |         |         |       | 1     |
| Белорусы      | 1       |         |         |         |       | 1     |
| Мордва        |         |         | 1       |         |       | 1     |
| Азербайджанцы |         |         |         | 1       |       | 1     |
| Курды         |         |         |         | 1       |       | 1     |
| Всего         | 9       | 9       | 9       | 10      | 5     | 42    |

## Республиканские этнокультурные объединения
1. ОЮЛ «Ассоциация армянских культурных центров Республики Казахстан „Наири“»
2. ОЮЛ «Ассоциация греческих обществ Казахстана „Филия“»
3. ОЮЛ «Ассоциация еврейских национальных организаций Казахстана „Мицва“»
4. ОЮЛ «Ассоциация корейцев Казахстана»
5. РОО «Ассоциация „Барбанг“ курдов Казахстана»
6. Общественный Фонд «Казахстанское объединение немцев „Возрождение“»
7. ОЮЛ «Ассоциация русских, славянских и казачьих организаций Казахстана»
8. ОЮЛ «Конгресс татар и башкир Казахстана»
9. ОЮЛ «Ассоциация развития культуры чеченского, ингушского народов „Вайнах“»
10. ОЮЛ «Ассоциация этнокультурных объединений узбеков Республики Казахстан „Дустлик“»
11. РОО «Ассоциация азербайджанцев»
12. ОЮЛ «Рада украинцев Казахстана»
13. ОО «Республиканский культурный центр уйгуров Казахстана»
14. ОО «Турецкий этнокультурный центр „Ахыска“»[18]

16 этносов имеют республиканское и региональное ЭКО (далее - этнокультурные объединения), 21 этносов имеют только региональное ЭКО, 7 групп этнос и субэтносов имеют региональное ЭКО.
Республиканское и регионально ЭКО имеют русские, узбеки, украинцы, уйгуры, немцы, татары, азербайджанцы, корейцы, турки, курды, чеченцы, башкиры, ингуши, армяне, греки, евреи. Самый многочисленный народ, не имеющий республиканского ЭКО - дунгане, а самый малочисленный народ имеющий республиканское ЭКО - евреи.
Региональные этнокультурные объединения имеют дунгане, белорусы, таджики, поляки, киргизы, каракалпаки, молдаване, чуваши, болгары, литовцы, грузины, цыгане, китайцы, балкарцы, осетины, карачаевцы, румыне, финны, крымские татары, кабардинцы, черкесы. Также имеются ЭКО по субэтносам и группам этносов: дагестанцы, славяне, казаки, афганцы, иранцы, финно-угры, прибалты.
Всего около 40 народов, субэтносов и группы этносов имеют различные республиканские и региональные этнокультурные организации.

## Советы общественного согласия
На ХХ сессии АНК Нурсултан Назарбаев поставил задачу укрепления местного самоуправления и усиления участия всех слоёв населения в созидании общественного согласия. Для исполнения этого поручения во всех регионах Казахстана были сформированы Советы общественного согласия под эгидой Ассамблеи народа Казахстана. Кроме Советов общественного согласия, под эгидой АНК также были созданы Советы матерей и Совет медиации — консультативно-совещательные органы. Совет медиации формируется из числа депутатов парламента Казахстана, судей, представителей государственных органов, общественных организаций медиации, адвокатов, кабинетов медиации АНК и других. Состав совета утверждается по согласованию с секретариатом Ассамблеи.